# Eero Nelimarkka

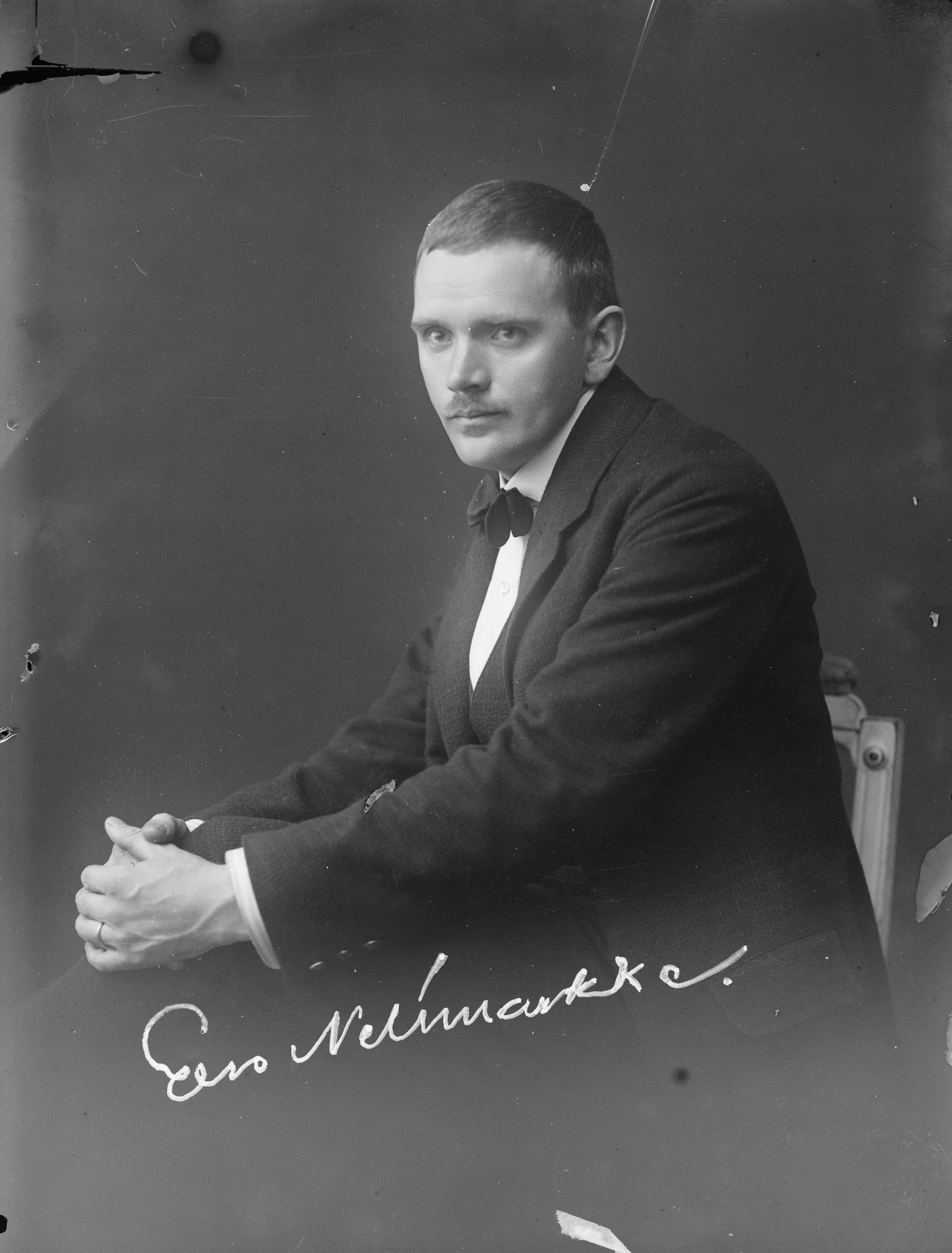
Eero Nelimarkka, 1920-talet

Eero Alexander Nelimarkka, född 10 oktober 1891 i Vasa, i det dåvarande Storfurstendömet Finland, död 27 november 1977 i Helsingfors, var en finländsk målare.
Eero Nelimarkka deltog 1909–11 i Centralskolans för konstflit kvällskurser och studerade 1912–14 vid Helsingfors universitets ritsal under ledning av Eero Järnefelt samt 1912 och 1920 vid Académie de la Grande Chaumière, Académie Julian och för André Lhote i Paris. Han ställde ut första gången 1913. Han var en produktiv målare, som genomgick olika stilperioder, av vilka ungdomsperioden inföll ungefär 1912–26. Under denna tid tillhörde han också den expressionistiska Novembergruppens moderatare flygel tillsammans med bland andra Alvar Cawén och Ragnar Ekelund.
Eero Nelimarkka målade med återhållsamhet i uttrycksmedlen landskap från Österbotten, figurer, stuginteriörer och stilleben, som präglas av en lågmäld, dämpad, nästan nedstämd färghållning i grått, grönt och brunt och en andaktsfull stämning. Han utförde även porträtt, bland annat ett sextiotal självporträtt, och altartavlor bland annat i  Ijo kyrka och bönehusen i Vasa och Laihela samt kyrkorna i Skibotn och Lyngenfjord i Norge.
Han var en av grundarna och hedersmedlem av Österbottniska konstnärsförbundet. År 1966 erhöll han professors namn. På 1960-talet grundades Nelimarkkamuseet i Alajärvi.
Han är begravd på Sandudds begravningsplats i Helsingfors. Också sönerna Eero Jaakko Nelimarkka (1919–41) och Tuomas Nelimarkka (1925–97) samt den senares dotter Riitta Nelimarkka har framträtt som målare och bildkonstnärer.